# Acanthamoeba tubiashi
Acanthamoeba tubiashi — вид амеб класу Discosea.

## Поширення
Вид поширений у прісних водоймах Північної Америки. Голотип описаний з осаду прісноводного потоку поблизу Бішопвіла, штат Меріленд.

## Опис
Вид утворює великі цисти, середній діаметр яких становить 22,6 мкм. Ендоцисти зазвичай мають від трьох до чотирьох тупих округлих параподій, розташованих зірчасто, але іноді спостерігаються п'ять. A. tubiashi росте при температурі до 38 С.